# Рухая, Самуил Антонович
Самуил Антонович Рухая (1897 год, Сухумский округ, Кутаисская губерния, Российская империя — дата смерти неизвестна) — председатель колхоза имени Сталина Гагрского района Абхазской АССР, Грузинская ССР. Герой Социалистического Труда (1948).

## Биография
Родился в 1897 году в крестьянской семье в одном из сельских населённых пунктов Сухумского округа Кутаисской губернии.
В второй половине 1920-х годов был назначен председателем сельхозартели (позднее — колхоз) имени Сталина Гагрского района в центральной усадьбой в селе Пиленково (с 1944 года — Гантиади, с 1993 года — Цандрыпш). В 1931 году вступил в ВКП(б). После начала Великой Отечественной войны возглавлял колхозную бригаду на строительстве Пиленковских позиционных оборонительных сооружений. Колхозная бригада, которой руководил Самуил Рухая ежедневно выполняла норму на 200—250 %, за что он был награждён в 1943 году медалью «За боевые заслуги». В военные годы колхоз имени Сталина успешно выполнял задания по выращиванию сельскохозяйственных продуктов. За умелое руководство колхозом в годы Великой Отечественной войны был награждён в 1944 году орденом «Знак Почёта».
В 1947 году колхоз имени Сталина вырастил в среднем по 22,19 центнера листьев табака на участке площадью 11 гектаров. Указом Президиума Верховного Совета СССР от 21 февраля 1948 года «за получение высоких урожаев кукурузы и табака в 1947 году» удостоен звания Героя Социалистического Труда с вручением ордена Ленина и золотой медали «Серп и Молот».
Этим же указом званием Героя Социалистического Труда были награждены табаководы Прокофий Николаевич Сванидзе, Нина Виссарионовна Хелая и кукурузовод Маргарита Юлиусовна Камма.
После выхода на пенсию проживал в селе Гантиади Гагрского района.
Дата смерти не установлена.
Награды
- Герой Социалистического Труда
- Орден Ленина
- Орден «Знак Почёта» (07.01.1944)
- Медаль «За боевые заслуги» (08.01.1943)